# Halina Górska

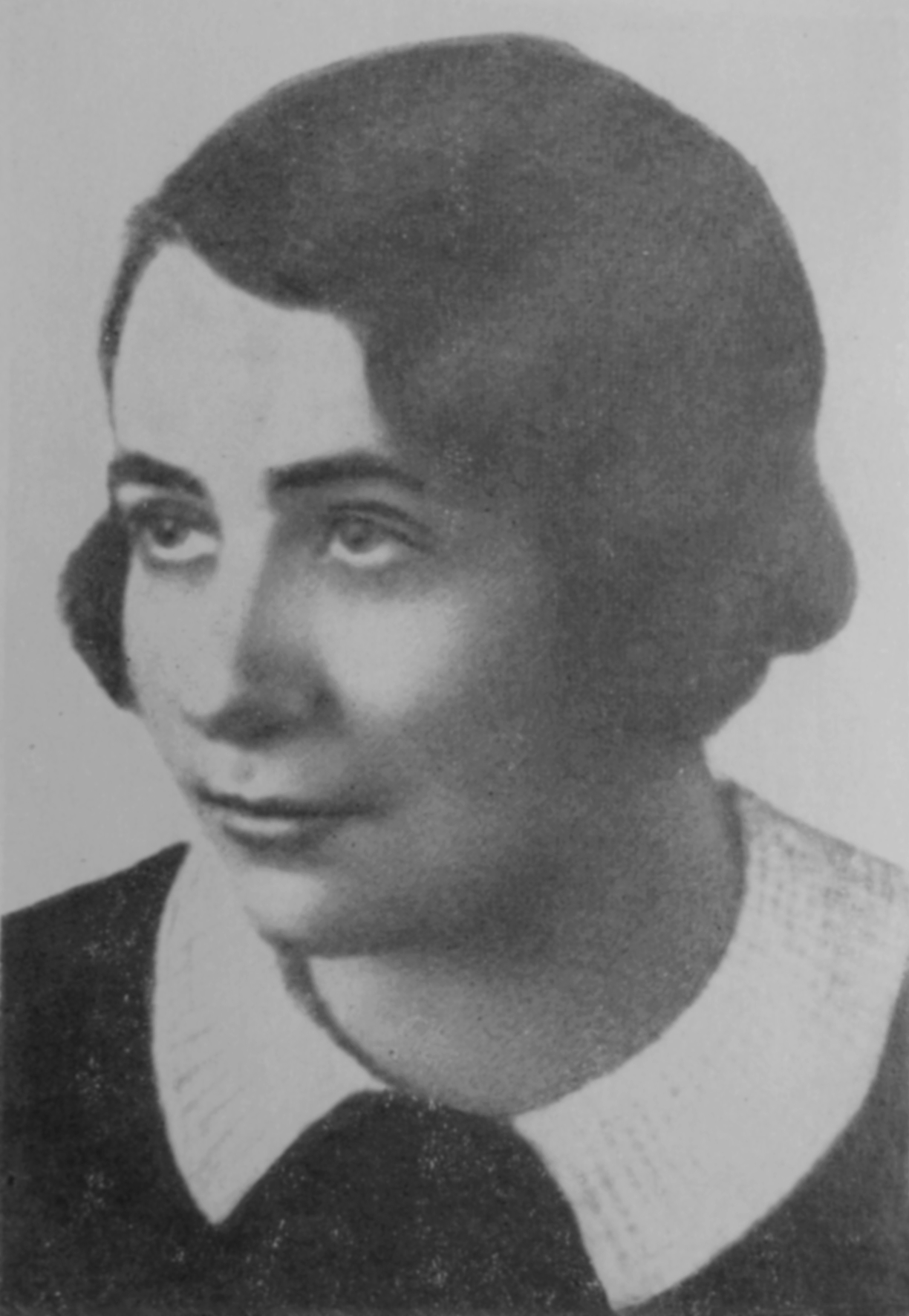
Halina Górska

Halina Górska, geborene Endelman, (geboren 4. Mai 1898 in Warschau; gestorben 4. Juni 1942 in Lwiw) war eine polnische Schriftstellerin und Sozial- und Bildungsaktivistin.

## Biografie
Halina Górska war jüdischer Abstammung und stand der linken Tendenz der Polnischen Sozialistischen Partei nahe. Sie engagierte sich gegen den Antisemitismus und half bei der Gründung der sozialistischen Zeitschrift Sygnały. Marian Górski war ihr Ehemann, mit dem sie in Lwiw lebte.
Sie schrieb Jugendliteratur, in der sie ihren Protest gegen soziale Ungerechtigkeit zum Ausdruck brachte. Ihre bedeutendsten Romane waren Nad czarną wodą (Über dem schwarzen Wasser, 1931), Chłopcy z ulic miasta (Jungs von den Straßen der Stadt, 1934), Druga brama (Das zweite Tor, 1935), Ślepe tory (Blinde Spuren, 1937) und Ucieczki (Flucht, 1939).
Während der sowjetischen Besetzung Ostpolens wurde sie von Oleksandr Kornijtschuk für einen Verein sowjetischer, ukrainischer und jüdischer Schriftstellerinnen und Schriftsteller rekrutiert und war Mitglied in dessen Organisationsvorstand. Die neue sowjetische Regierung wollte, dass polnische Autorinnen und Autoren an Massenmobilisierungskampagnen teilnehmen, die offizielle sowjetische Politik verkünden, die sowjetische Ideologie propagieren und in der Öffentlichkeit mit sowjetischen Schriftstellern und Würdenträgern auftreten. Górska wurde als offizielle Kandidatin für die Volksversammlung der Westukraine aufgestellt. Sie wollte die Kandidatur zunächst nicht annehmen, jedoch baten ihre Angehörigen sie, sich nicht zu weigern, da bereits eine große Verhaftungswelle begonnen hatte. Die Abstimmung fand in der Nationaloper Lwiw statt. Laut Aleksander Wat war Górska die Einzige, die sich bei der Abstimmung für die Eingliederung der Westukraine in die Sowjetunion enthielt.
Zum ersten Jahrestag der sowjetischen Übernahme Ostpolens traten Górska und andere polnische Schriftstellerinnen und Schriftsteller als symbolische Geste dem Schriftstellerverband der SSR der Ukraine bei. Während der deutschen Besatzung 1941 blieb sie aufgrund einer Erkrankung ihres Ehemannes in Lwiw. Sie wurde als Mitglied einer Widerstandsgruppe verhaftet. Am 4. Juni 1942 wurde sie im Zwangsarbeitslager Lemberg-Janowska von den Deutschen erschossen.

## Deutschsprachige Hörspielbearbeitung
- 1987: Die Blume des Amethyst (Märchen) – Bearbeitung (Wort): Mario Göpfert; Regie: Manfred Täubert (Kinderhörspiel – Rundfunk der DDR)[8]